# 사회 의식
사회 의식 또는 사회적 인식은 사회 내의 개인이 공유하는 집단 의식이다.
사회의식은 집단적 자기인식과 집단적으로 공유되는 사회적 정체성의 경험과 연결된다. 이러한 관점에서 볼 때, 사회적 의식은 다른 사람들의 상호 연관된 공동체의 일부라는 의식적 인식을 의미한다. '우리의 느낌'이나 '우리의 감각'은 다양한 문화와 사회 집단의 구성원에게서 경험할 수 있다. 집단적으로 공유되는 사회적 정체성을 경험함으로써 개인은 사회적 통합을 경험할 수 있다. 사회적 의식은 또한 공동의 목표를 향한 노력을 자극할 수도 있다.
칼 마르크스에 따르면 인간은 특정한 생산적, 경제적 관계에 들어가고 이러한 관계는 일종의 사회적 의식으로 이어진다. 마르크스는 이렇게 말했다.
인간은 자신의 삶을 사회적으로 생산하는 과정에서 자신의 의지와는 무관하고 불가결한 명확한 관계를 맺는다. 이러한 생산관계는 물질적 생산력의 일정한 발전 단계에 상응한다. 이러한 생산 관계의 총체는 사회의 경제적 구조, 즉 법적, 정치적 상부구조가 솟아오르고 명확한 사회적 의식 형태에 상응하는 실제 기반을 구성한다. 물질적 삶의 생산 방식은 일반적으로 사회적, 정치적, 지적 생활 과정을 결정한다. 인간의 의식이 인간의 존재를 결정하는 것이 아니라, 반대로 인간의 의식이 인간의 사회적 존재를 결정하는 것이다.

## 같이 보기
- 계급의식
- 집단 지성
- 자의식